# Typ 96 15-cm-Kanone
Die Typ 96 15-cm-Kanone (jap. 九六式十五糎加農砲, Kyūroku-shiki jūgo-senchi Kannohō) war ein Feldgeschütz, das vom Kaiserlich Japanischen Heer im Japanisch-Sowjetischen Grenzkonflikt und während des Pazifikkrieges von 1936 bis 1945 eingesetzt wurde. Die Bezeichnung Typ 96 deutet dabei auf das Jahr der Truppeneinführung, das Jahr Kōki 2596 bzw. 1936 nach gregorianischem Kalender, hin.

## Geschichte

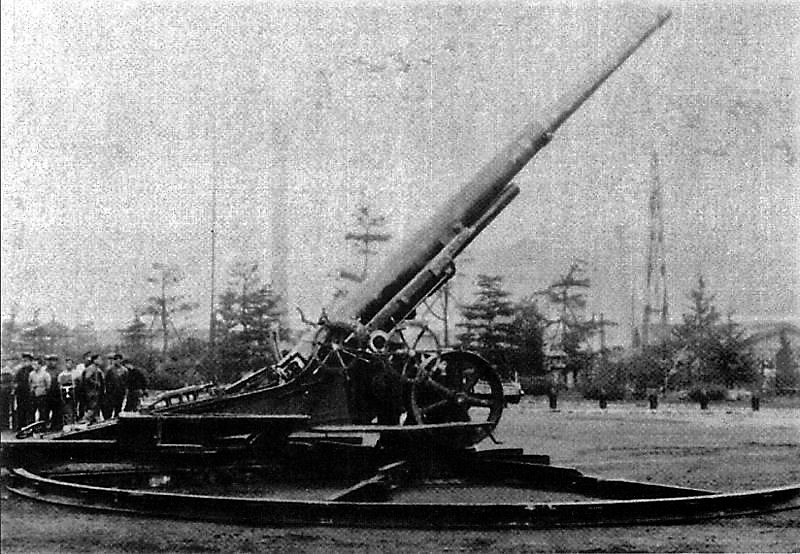
Die Typ 96 15-cm-Kanone auf Drehkranzlafette

Die Typ 96 15-cm-Kanone war eine Weiterentwicklung der Typ 89 15-cm-Kanone. Im Gegensatz zur Typ 89 wurde unter anderem das Rohr verlängert, die Lafette größer und damit das Gewicht der Kanone erhöht. Mit einem Gewicht von über 24 Tonnen und mit einer Reichweite von über 26 km war es primär für den Einsatz als Festungsartillerie vorgesehen. Dazu wurde die Typ 96 auf einen Drehkranz montiert, der einen Seitenrichtbereich von 180° zuließ. Da das japanische Heer nur über wenige Geschütze mit einer Reichweite über 20 km verfügte wurde eine Verlastbarkeit der Typ 96 entwickelt, sodass die Kanone auch im Feld, z. B. bei Belagerungen, eingesetzt werden konnte.

### Pazifikkrieg
Während der Invasion der Philippinen 1942 hatten sich die amerikanisch-philippinischen Streitkräfte zuerst auf die Halbinsel Bataan, dann auf die Inselfestung Corregidor zurückgezogen. Ab 4. Mai 1942 erfolgte der Beschuss von Corregidor, bei der zum ersten Mal zwei Typ 96 Kanonen außerhalb Japans zum Einsatz kamen. Die beiden Kanonen des 2. Selbstständigen Schweren Artillerie-Bataillons feuerten, zusammen mit zwei Typ 89 15-cm-Kanonen des gleichen Bataillons, insgesamt 3513 Schuss ab und bekämpften erfolgreich alliierte Geschützstellungen. Corregidor fiel am 6. Mai 1942 in japanische Hände.

### Japanisch-Sowjetischer Grenzkonflikt
Zwei Typ 96 des 1. Artillerie-Bataillons der 4. Grenzschutz-Einheit wurde in die Mandschurei zur Festung Kotō (chin. Hutou, Hulin) verlegt, um die japanische Verteidigung im Falle eines sowjetischen Angriffs zu stärken. Das japanische Heer hatte entlang der Grenze zur Sowjetunion acht Festungen anlegen lassen, wovon die Festung Kotō am Ussuri-Fluss die stärkste war. Großangelegte Festungswerke, ähnlich der Maginotlinie, wurden von der 4. Grenzschutz-Einheit bewacht. Die 1400 Mann starke Besatzung verfügte über zwei Batterien Feldgeschütze und Haubitzen, das Typ 90 24-cm-Eisenbahngeschütz sowie die Experimentelle 41-cm-Haubitze.
Als die Rote Armee im August 1945 in der Operation Auguststurm die japanischen Stellungen rund um die Festung Kotō angriffen, wurde die japanische Besatzung bis zum letzten Mann getötet.

## Technik
- Kaliber: 149,1 mm
- Kaliberlänge: L/52.7
- Rohrlänge: 7,86 m[1]
- Höhenrichtbereich: −7° bis +45°
- Seitenrichtbereich: 180°
- Geschützgewicht: 24.314 kg
- Geschossgewicht: 50 kg

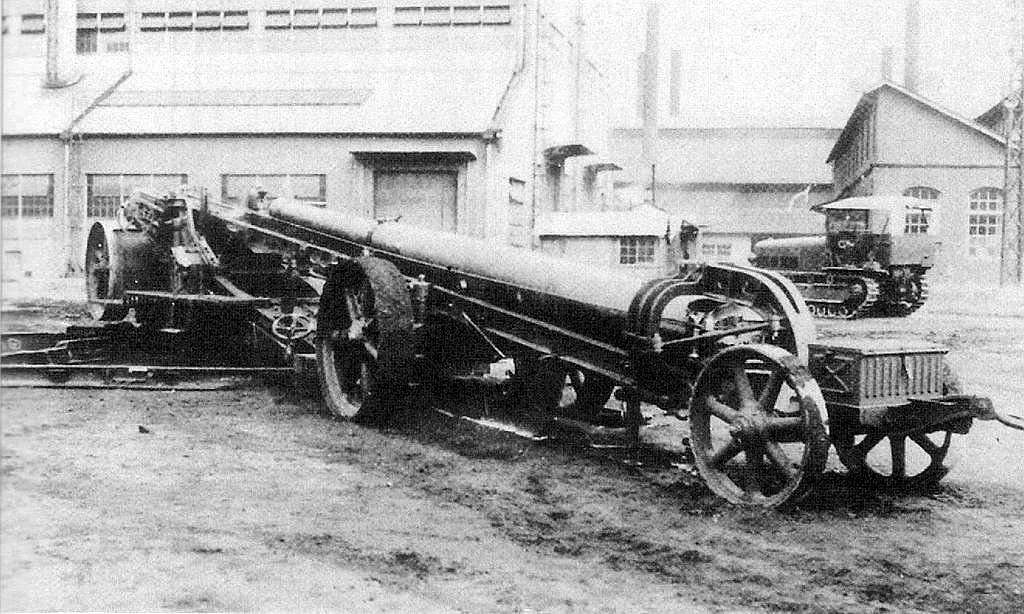
Eine Typ 96 15-cm-Kanone bereit zum Transport

- Mündungsgeschwindigkeit V0 = 860 m/s
- Maximale Reichweite: 26.200 m
- Stückzahl: 30